# Ляльшурское (сельское поселение)
Ляльшурское — упразднённые муниципальное образование со статусом сельского поселения в Шарканском районе Удмуртии Российской Федерации.
Административный центр — деревня Ляльшур.
Законом Удмуртской Республики от 28 апреля 2021 года № 36-РЗ упразднено в связи с преобразованием Шарканского района в муниципальный округ.

## История
Статус и границы сельского поселения установлены Законом Удмуртской Республики от 13 апреля 2005 года № 11-РЗ «Об установлении границ муниципальных образований и наделении соответствующим статусом муниципальных образований на территории Шарканского района Удмуртской Республики».

## Население
| 2010 | 2012 | 2013 | 2014 | 2015 | 2016 | 2017 |
| ---- | ---- | ---- | ---- | ---- | ---- | ---- |
| 887  | ↘880 | ↗901 | ↗906 | ↗909 | ↘886 | ↘878 |
| 2018 | 2019 | 2020 |      |      |      |      |
| ↘873 | ↘872 | ↘854 |      |      |      |      |

## Состав сельского поселения
| № | Населённый пункт | Тип населённого пункта          | Население |
| - | ---------------- | ------------------------------- | --------- |
| 1 | Арланово         | деревня                         | ↘44       |
| 2 | Ляльшур          | деревня, административный центр | ↘394      |
| 3 | Пашур-Вишур      | деревня                         | →419      |
| 4 | Шляпино          | деревня                         | ↗23       |